# Tehnološka brezposelnost
Tehnološka brezposelnost je brezposelnost zaradi tehnoloških sprememb.

## Avtomatizacija delovnih mest
Dandanes si težko predstavljam življenje brez naprav, ki nam olajšajo delovni proces – številni stroji v industriji omogočajo hiperprodukcijo, razne naprave nam omogočajo hitrejše opravljanje storitev (plačilo parkirnine, avtomati s hrano, polnitev urbane, rezervacija knjig v knjižnici…). Kot primere najnovejših tehnologij v zadnjih letih se tako pogosto omenja drone, 3D tiskalnike ter splošno avtomatizacijo in robotizacijo v storitvenih in proizvodnih sektorjih. S pomočjo avtomatizacije smo tako dobili kar nekaj prednosti, kot so npr. nižji stroški v industriji, večja varnost delavcev (predvsem pri delu z nevarnimi snovmi) ter izogibanju monotonosti ponavljanju enega in istega (to namreč namesto človeka dela stroj), s prednostmi pa pridejo tudi pomanjkljivosti oz. omejitve. 
Avtomatizacijo bi v grobem lahko opredelili kot proces, pri katerem neko delo namesto človeka opravlja stroj. Sam izraz "avtomatizacija" se tako nanaša na sistem, ki bo opravil točno to, kar je od njega zahtevano s strani programerja. Dejanja stroja so tako definirana že vnaprej, stroj sam pa nima možnosti vplivati na končni izid, tudi če se situacija tekom opravljanja dela spremeni. Eden od prvih pojavov avotmatizacije je npr. stroj, ki ga je zasnoval Richard Arkwright leta 1750, in sicer je stroj s pomočjo vodnega kolesa bombaž preoblikoval v niti. Navadno pa  proces avtomatizacije močno povezujemo predvsem z nastopom industrijske revolucije, in sicer so se na začetku 19.stoletja začeli pojavljati prvi stroji, s katerimi so delodajalci želeli pospešiti proizvodnjo v industrijskih obratih. To seveda takratnim zaposlenim ni bilo všeč, saj so se bali tega, da jih bodo stroji popolnoma izpodrinili, posledično pa bi izgubili službo in edini vir zaslužka (že v 18. stoletju se je pojavilo gibanje ludistov pod vodstvom Neda Ludda, ki ni bila naklonjena vključevanju strojev v industrijo). Strojev so se zato želeli znebiti, in sicer tako, da so jih razbijali. Kljub začetnim negativnim stališčem ljudi do strojev, je človeštvo od industrijske revolucije dalje priča pospešenemu napredku. Kopičenje znanja in uporaba strojev sta zahodnemu svetu omogočila delo, transport in stil življenja na način, ki je bil še dve stoletji nazaj predstavljiv le največjim futuristom. Napredek pa je s seboj vedno znova prinesel tudi težave, ena izmed katerih je tudi tehnološka brezposelnost. 

### Različne stopnje in oblike avtomatizacije
Če izhajamo iz definicije, da je avtomatizacija proces, pri kateri stroj opravlja neko nalogo ali delo namesto človeka, predpostavljamo, da lahko stroj popolnoma nadomesti človeka ali pa le prevzema določene naloge. Raziskovalci so tako želeli čim bolj definirati, katere so vmesne stopnje, ki bi lahko zapolnile prostor med dvema ekstremoma in pa tudi, na katerih področjih avtomatizacija poteka. 
Model Sheridana in Verplanka predpostavlja dve glavni stopnji, in sicer nizko vključenost človeka in visoko vključenost, pri čemer na najnižji stopnji človek v celoti upravlja, na najvišji stopnji pa je stroj popolnoma avtonomen. Model sta potem razdelila na 10 stopenj, s katerimi sta želela dopolniti kontinuum med visoko in nizko vključenostjo človeka, pri čemer vsaka višja stopnja nakazuje porast avtonomnosti računalnika oz. stroja, torej določa lokus kontrole. Tako npr. na drugi stopnji računalnik uporabniku predlaga možne rešitve, še vedno pa je uporabnik tisti, ki se na koncu odloči, kaj bo storil v nadaljevanju, na četrti stopnji lahko računalnik ponudi alternativo, vendar odločitev še vedno sprejme človek, po šesti stopnji pa odločitve sprejema predvsem računalnik (tako se npr. na osmi stopnji računalnik o postopkih odloča sam, uporabnika pa o svoji izbiri seznani le, če je bil sprva na to opozorjen oz. če uporabnik izrecno zahteva pojasnitev). Poleg predpostavljene 10-stopenjske lestvice so Parasuraman, Sheridan in Wickens modelu dodali še informacijsko-procesno teorijo in na podlagi tega razvili 4-stopenjski model, ki naj bi bil ekvivalenten funkcijam, ki se jih lahko avtomatizira. Te stopnje so pridobivanje informacij, analiza informacij, izbira akcije in odločanje ter akcija oz. implementacija akcije, vsako od teh stopenj pa lahko avtomatiziramo na podlagi 10-stopenjske lestvice. 

#### Avtomatizacija pridobivanja informacij
Pridobivanje informacij zajema tako zaznavanje kot tudi shranjevanje informacij. Z zgornjim modelom so raziskovalci želeli prikazati, kako poteka avtomatizacija pridobivanja informacij, in sicer so kot primer navedli radarje, ki spremljajo lete. Na najnižji stopnji tako poznamo radarje, ki so namenjeni zaznavanju letal, ki prihajajo na letališče, in sicer tako, da spremljajo dejavnost na nebu, nato pa uporabniku pošiljajo informacije o njihovi legi, hitrosti in smeri leta. Pri zmerni stopnji mora računalnik že selekcionirati posamezne informacije in jih vrednotiti po posebnih kriterijih (npr., da računalnik na zaslonu označi letala, ki so najbolj kritična za pristajanje in jih mora uporabnik prioritizirati), na najvišji stopnji pa informacijski sistem sam podaja navodila glede na informacije, ki jih pridobi. Kako uporabna je avtomatizacija na tem področju lahko ponazorimo tudi z uporabo kamere, ki nam pomaga pri zbiranju vidnih in slušnih informacij, saj nadomesti dolgotrajno in monotono delo, ki bi ga sicer opravljal človek, celoten proces pa naredi veliko bolj zanesljiv in objektiven. 

#### Avtomatizacija analize informacij
Avtomatizacija analize informacij zajema različne kognitivne funkcije, kot je npr. delovni spomin. Tako lahko npr. uvedemo različne algoritme, s katerimi obdelujemo informacije in razvijamo napovedne modele. Eden od primerov, kako bi na tej ravni uporabili avtomatizacijo, so v letalstvu zasloni, ki napovedujejo smer potovanja letala ali pa npr. sistemi, ki napovedujejo trenutno stanje nuklearnih reaktorjev, hkrati pa napovedujejo tudi, kaj se bo z njimi zgodilo.

#### Avtomatizacija sprejemanja odločitev
Na tretji stopnji sprejemamo odločitve in izbiramo dejavnosti, s katerimi bomo te odločitve sprejeli. Avtomatizacija na tej stopnji pomeni, da se odločamo med tem, koliko svobode pustimo računalniškemu sistemu, da se odloča namesto nas. Prednost računalniškega sistema je v tem, da lahko procesira veliko več informacij naenkrat kot človek, njegovo odločanje pa navadno pogojuje logika. Najenostavnejši primer je igranje šaha s pomočjo aplikacije, ki nam preko algoritmov v ozadju ponuja najbolj smiselne premike figur. Najbolje pa stopnjo avtomatizacije na tem področju prikažemo s Sheridanovo 10-stopenjsko taksonomijo. 

#### Avtomatizacija dejanj
Zadnja stopnja se nanaša na izvršitev planiranega dejanja. Na tej stopnji se avtomatizacija kaže v različnih stopnjah prisotnosti stroja pri izvajanju akcije, pri čemer je tipični predstavnik najnižje stopnje npr. kodralnik za lase, saj je uporabnik tisti, ki določa, kdaj se bo naprava vklopila in izklopila, do katere mere naj se segreje ipd, medtem ko avtopiloti ponazarjajo višjo stopnjo avtonomnosti tehnologije. 

### Prednosti in omejitve
Avtomatizacija je prinesla kar nekaj prednosti, spremenila pa se je tudi vloga ljudi, ki upravljajo s stroji (od začetnih »nadzornikov« do današnjih »analitikov«). Namesto tega, da ljudje pritiskajo gumbe za vklop in izklop, se sedaj bolj posvečajo drugim kognitivnim nalogam (analiza, načrtovanje in reševanje problemov). Avtomatizacijo tudi največkrat povezujemo s hitrejšimi postopki dela, večjo natančnostjo in nižjimi stroški proizvodnje, po drugi strani pa so najbolj pogosto izpostavljene omejitve vpliv tovrstnih strojev na okolje in pa vprašanje pomembnosti človeka v tovrstnem okolju. 
Prednosti avtomatizacije:
- povečana varnost za človeka (predvsem na delovnih mestih, kjer bi bil človek sicer izpostavljen delu z visokimi temperaturami, radioaktivnostjo ali drugimi nevarnostmi) in s tem zmanjševanje pojavljanja poškodb na tovrstnih delovnih mestih
- povečana produktivnost[11]
- večja natančnost (tako pri samem postopku izdelave kot tudi pri končnem produktu) in tudi ponovljivost (stroj lahko neko nalogo ponovi večkrat brez napake kot človek)
- manj človeških napak
- povečana kvaliteta procesa ali izdelka
- lažje je opravljati težaška dela, ki jih človek ne zmore (npr. dvigovanje večjih in težjih bremen z viličarjem, namesto, da bi to dvigovalo več ljudi)
- zmanjševanje stroškov proizvodnje in časa, ki je potreben za izvajanje nalog oz. opravil
- nova delovna mesta, ki so povezana z upravljanjem tehnologije (tako razvoj kot vzdrževanje)
- nižji stroški z delavci (se bolj nanaša na prednosti za delodajalca, saj je potrebnih manj ljudi za delovno mesto, nižji pa so tudi stroški zaradi poškodb in s tem povezanih bolniških dopustov, nadomestil za invalidnost ipd.).
- ljudje se lahko izogibajo monotonim in ponavljajočim se postopkom pri delu

Glavne omejitve:
- manjša vsestranskost (navadno je stroj narejen tako, da lahko opravlja samo neko določeno nalogo, kar pomeni, da ni tako fleksibilen kot človek)
- negativni vplivi na okolje (povečana onesnaženost)
- visoki začetni stroški (z nakupom stroja in nato tudi s kasnejšim servisiranjem)
- prestrukturiranje delovnih mest (ukinjanje delovnih mest, kjer človekovo nalogo lahko opravlja stroj)
- nepredvidljivi stroški
- pojavljanje napak ali nesreč zaradi prevelikega zaupanja v nezmotljivost avtomatiziranega dela[12]

### Sodelovanje med človekom in strojem
Kljub vsem omejitvam in pomislekom, ki jih avtomatizacija prinaša s sabo, ostaja dejstvo, da avtomatizacijo zasledimo v skoraj vseh sferah našega življenja. Vse pomembnejše vprašanje postaja, kako optimizirati sodelovanje med človekom in strojem oz. robotom, torej, kako doseči, da bosta obe strani sodelovali in pripomogli k boljšemu delovnemu okolju. Najbolj učinkovita mesta so tista, ki zagotavljajo optimalno delovanje človeka in naprave, kar pa seveda ni vedno možno, saj tudi pri računalniku lahko prihaja do napak, pri čemer težave lahko prizadenejo tudi opravljanje zelo preprostih nalog. Prav tako se pojavljajo vprašanja glede varnosti in etike pri vnosu tehnologije na področja, kot sta npr. varnost (npr. uporaba dronov v vojski, zanašanje na naprave, da poročajo o stanju reaktorjev) in zdravstvo (zbiranje zdravstvenih kartotek v računalniku). Sprva je sicer veljalo, da so stroji in računalniki nadomeščali predvsem rutinska in manufakturna mesta, v zadnjem času pa avtomatizirane naprave vidimo na skoraj vsakem delovnem mestu, na katerem bi nam vpeljava nove tehnologije omogočala nižje stroške ter večjo zanesljivost in učinkovitost kot človek. Kljub temu, pa je še vedno v vsaj večini tovrstnih primerov še vedno uporaben človeški faktor - tako npr. v vesolje pošiljamo plovila, podatke zbira in analizira računalnik, še vedno pa ljudje nadzirajo in spremljajo dogajanje, naprave servisirajo in vpeljujejo vedno bolj zapletene algoritme za reševanje težav. To izhaja predvsem iz prepričanja, da smo ljudje v primerjavi s stroji bolj fleksibilni, prilagodljivi in ustvarjalni, posledično pa tudi lažje reagirajo v spremenljivih in nepredvidljivih situacijah. Zato imajo nadzorniki v večini primerov še vedno možnost, da obidejo sistem in ročno izvedejo zahteve (npr. piloti lahko izklopijo avtopilot in reagirajo po svoje, če ocenijo situacijo drugače od sistema).
V želji, da bi delovna mesta postala še bolj fleksibilna, efektivna in produktivna ter da bi zmanjšali obseg dela in količino stresa na delovnem mestu, so se pojavili tudi napredki pri integraciji strojev v delovno okolje. Sprva je bil namen olajšati upravljanje z napravami, in sicer z enostavnejšimi ukazi, bolj podrobnimi navodili za uporabo in z izobraževanjem zaposlenih, kako z napravami pravilno ravnati. S tem so se ukvarjale tudi prve raziskave, ki so preučevale interakcijo med človekom in robotom (ang. human robot interaction oz. HRI), in sicer so bile sprva usmerjene na daljinsko upravljanje z napravami (npr. Robonaut). V tovrstnih situacijah človek opravlja delo nadzornika, sodelavca, vzdrževalca oz. programerja in pa tudi upravljavca. Tako npr. v avtomobilski industriji uporabljajo robote, ki varijo vrata, prenašajo bremena, pritrjujejo dele, v industriji pa upajo, da bodo tovrstni roboti lahko v prihodnosti tudi podajali orodja človeškim delavcem. Kljub temu, da roboti v tovrstnih obratih delujejo zelo blizu ljudi, pa so stiki še vedno zelo omejeni, večina naprav tudi ni narejena za precizna dela. Kasneje so se raziskave začele ukvarjati s t.i. IAD (ang. Intelligent Assistant Devices) oz. Coboti, ki se od svoje starejše različice razlikujejo v tem, da so sposobni vstopati v interakcijo z ljudmi, ne da bi jih pri tem nekdo konstantno nadziral. Najnovejše raziskave pa se ukvarjajo tudi z umetno inteligenco in njenim vplivom na delovna mesta. 

#### Varnost
Zaupanje je ena od temeljnih komponent, s katero lahko zagotavljamo varnost na delovnem mestu. Če namreč oseba, ki sodeluje ali dela z napravo, zaupa proizvajalcu in stroj vidi kot pozitivno pridobitev, potem bo tudi bolj naklonjena k temu, da se bo naučila pravilno delati z napravo oz. strojem. Seveda pa samo zaupanje še ni dovolj, da bi se izognili nesrečam pri delu z napravami, zato so se izoblikovale smernice oz. strategije, ki zagotavljajo večjo varnost, in sicer se strategije razlikujejo glede na različne vrste varnosti:
- varnost pri trčenju - pri postavljanju oz. vpeljavi novih naprav na delovno mesto, naj bi se zagotovilo, da delavci ne prehajajo na območja, kjer bi lahko presekali pot robotu (pogleda se npr. kolikšen domet roke ima robot v avtomobilski industriji, kako se bo pri proizvodnji premikal in kam lahko padejo predmeti, vse to pa se potem upošteva pri postavitvi ljudi)
- aktivna varnost - pri vpeljavi novega stroja, mora imeti sistem varovalo, ki preprečuje trk med osebo in napravo, pri čemer se produkcija zaustavi na varen način (npr. rezalnik kartona na deponiji Barje zaustavi rezila, če zazna, da je nekdo ali nekaj prečkalo varnostno ograjo)
- adaptivna varnost - tekom dela je potrebno pozornost nameniti tudi napravam, s katerimi se rokujeta tako človek kot robot, kot so npr. spajkalniki, večje žage, kladiva ...

Poleg različnih splošnih vrst varnosti, ki jih je potrebno zagotavljati pri delu s stroji, pa delodajalce obvezujejo tudi zakoni, in sicer obstajajo evropske direktive, ki narekujejo varnostna določila v zvezi z roboti. Najpomembnejše vključujejo naslednje zahteve:
- uravnavanje hitrosti - hitrost mora biti kontrolirana, in sicer ne sme presegati 250 mm/s (hitrost med koncem robota in točko dela, velja pa predvsem na mestih, kjer robot in človek sodelujeta)
- ustavljanje robota - vsak robot mora imeti varovalo, ki omogoča neodvisno ustavljanje, ta točka pa mora biti na dostopnem mestu
- posebne zahteve pri sodelovalnih robotih - tovrstni roboti tesno sodelujejo z ljudmi, zato so tudi varnostne zahteve bolj stroge. Stroj se mora ustaviti, ko človek stopi v območje delovanja, z delom pa lahko nadaljuje šele, ko je območje dela ponovno prazno, ročno vodeni roboti morajo imeti varovalo, ki napravo ustavi in stikalo, ki stroj zažene, vsi roboti morajo imeti podatke o tem, kolikšno obremenitev lahko prenesejo in se avtomatično zaustavijo, če je obremenitev presežena, itn.
- omejevanje premikanje robota
- vzpostavljanje minimalne zahtevane razdalje med uporabnikom in strojem - določa jo več dejavnikov, in sicer razporejenost prostora, način rokovanja z napravo in nevarnost, ki jo lahko povzročijo stvari, s katerimi naprava rokuje
- zaznavanje trka
- izogibanje potencialnim trkom (ali z upočasnitvijo, spremembo smeri premikanja ali pa z izbiro poti, ki se ne konča s trkom)
- tehnološke in ergonomske zahteve - v primeru, da pride do trka, je potrebno zagotoviti, da naprava človeka ali druge naprave ne bo zadela z ostrim delom, prav tako pa mora prostor omogočati osebi, da se umakne vstran

## Pozitivni in negativni pogled tehnološke brezposelnosti
Pogled na razvoj tehnološko brezposelnost lahko ločimo na pozitivnega in negativnega. Ob uvedbi računalniškega bančnega asistenta, ki opravi osnovne interakcije s strankami, se je povprečno število zaposlenih v banki v ZDA z 20 v letu 1988 skrčilo na 13 v letu 2004. Ker pa so s tem banke prihranile stroške in povečale produktivnost, so lahko na podlagi povpraševanje ustanovile nove podružnice in s tem v končni fazi povečale število zaposlenih. To je lep primer, ki ponazarja, kako nova tehnologija prevzame rutinirana dela, poviša dohodek in omogoča prerazporeditev delovnih mest. 
Bolj pesimističen pogled pa opozarja na množično izgubo delovnih mest v manufakturnih obratih. Čeprav so se ta mesta do sedaj prenesla na druga področja, opozarjajo, da se bo z nadaljnjim razvojem umetne inteligence to spremenilo. Na robotizacijo ni tako rekoč odporno nobeno delovno mesto, bolj ogrožena pa so tista z več rutine ne glede na kognitivno zahtevnost. Tako kot so roboti zamenjali delavce v avtomobilskih tovarnah, tako lahko zamenjajo določeno zdravstveno osebje. Podjetje Enlitic iz Kalifornije v ZDA razvija umetno inteligenco, ki z globokim učenjem kopiči svoje znanje, ki ga nato uporablja pri interpretaciji radioloških in drugih diagnostičnih slik. Raziskave kažejo, da lahko radiologi spregledajo preko 25% obolenj, medtem ko je povprečje Enliticove programske opreme kar 50% boljše. Program ima v svoji bazi na tisoče diagnostičnih slik in diagnoz, poleg tega pa podatke dopolni z izvidi krvi in drugimi preizkusi iz česar pridobi kompleksno sliko ter lahko v nekaj milisekundah obdela ogromne količine informacij, kar je nevzdržna konkurenca delu človeka. Verjetnost, da se bo določeno delovno mesto robotiziralo, je odvisno od rutine dela in ne od same zahtevnosti, saj lahko računalnik obdela velike količine informacij, roboti pa so še preveč primitivni za zelo spremenljiva dela. Ekonomisti opozarjajo, da je v ZDA v 702 poklicih 47% takšnih, ki so podvrženi avtomatizaciji. 
Z vrtoglavim razvojem procesorske tehnologije in umetne inteligence smo ustvarili popolnega delavca, ki dela 24 ur na dan, 7 dni v tednu, je pri svojem delu veliko natančnejši in učinkovitejši kot katerikoli človek in bo lahko v naslednjih nekaj desetletjih opravljal katerokoli delo. Tu ne govorimo le o avtomatizaciji tovarniških procesov, ampak od avtomatizacije najenostavnejših do najzahtevnejših del. Razvoj samodejne vožnje daje zelo perspektivne rezultate in samodejno učenje robotov v medicini dokazuje, da bodo roboti prevzeli tudi najzahtevnejše kirurške operacije. Čeprav je razvoj procesorske moči, računalniških programov in umetne inteligence zelo hiter, se predvideva pravo ekspanzijo s popularizacijo kvantnega računalnika, ki je trenutno še v fazi razvoja. Predvideva se, da bodo v naslednjih desetletjih milijoni ljudi v razvitem svetu ostali brez dela in v enakem politično-ekonomskem sistemu tudi brez ustreznih dohodkov. Področje transporta v ZDA zaposluje več kot 3 milijone ljudi. Z razvojem samodejne vožnje, ki obljublja večjo natančnost, vztrajnost in varnost, je večina teh delovnih mest ogroženih. Težave se obetajo ob mogočem hitrem prehodu na samodejno vožnjo, ki bi se zgodil v okviru nekaj let in zaposlenim šoferjem ne bi ponudil priložnost za prekvalifikacijo in ponovno zaposlitev. Na umetno inteligenco ni odporna niti umetnost. Glasbeniki ne ločijo več med glasbo, ki jo napiše algoritem in kakšno neznano skladbo znanega avtorja. Predvidevanja o razvoju tehnološke brezposelnosti gredo v pozitivno in negativno smer, a z gotovostjo ne moremo potrditi nobenega scenarija. Med intelektualci poteka burna debata, iz katere je najbolj znan spor med ustanoviteljem Facebooka Markom Zuckerbergom in ustanoviteljem Tesle Motors in SpaceX Elonom Muskom. Prvi je velik podpornik razvoja umetne inteligence, medtem ko Musk trdi, da je potrebno razvoj in uporabo umetne inteligence nadzorovati, saj je to največja grožnjo obstoju človeka odslej. Z njim se strinja tudi fizik Stephen Hawking, ki je zapisal: »Resnično tveganje z AI-jem ni zloba, ampak nesposobnost. Super inteligenten AI bo izjemno dober pri izpolnjevanju svojih ciljev, če pa ti cilji ne bodo uravnoteženi z našimi, smo v velikih težavah«. Znanih je že nekaj dogodkov, ko je umetna inteligenca pri svojem delu opustila angleščino in pričela uporabljati svoj jezik sporazumevanja.
Banka St. Luis je za področje ZDA pripravila pregled gibanja zaposlitev v odstotkih glede na tip dela, torej rutinirano - kognitivno in ročno in nerutinirano kognitivno in ročno. Opazna je polarizacija služb, na manj zahtevna nerutinska ročna dela in zelo zahtevna nerutinska dela. Rutinske službe rahlo a stabilno upadajom, kar kaže na krčenje srednjega razreda in vedno večje ločevanje na slabše plačan spodnji razred in bolje plačan visok razred.

### Univerzalni temeljni dohodek
Če so predvidevanja strokovnjakov pravilna, se nam obeta katastrofa na trgu dela, kateri hitro sledi socialna katastrofa. Z avtomatizacijo bomo izgubljali vedno več delovnih mest, ob tem pa se poraja vprašanje, ali bo izobraževalni sistem sposoben v hitrem času ustrezno izšolati odpuščene delavce za nove poklice. Predvidevanje nakazujejo, da ne, saj se je računalnik (umetna inteligenca) sposoben učiti hitreje ter je zato sama avtomatizacija hitrejša. Avtomatizacijo seveda poganja dobiček, saj so za delodajalca cenejši roboti kot pa delavec s svojo plačo in vsemi davčnimi obremenitvami ter prispevki, kar nas pripelje do naslednje posledice: akumulacije bogastva. Delovnih mest bo vedno manj, torej bo vedno več brezposelnih in vedno več družbenega bogastva bo odteklo v roke peščice. 
Kako bodo torej pridobili sredstva za osnovno preživetje vsi, ki bodo zaradi hitrega tehnološkega napredka in avtomatizacije izgubili službo. Socialna država ima dva cilja – da vsakomur zagotovi življenje vredno človekovega dostojanstva in pogoje za osebni razvoj (Socialna država).
Že pred 150 leti se je porodila ideja o univerzalnem temeljnem dohodku (v nadaljevanju UTD), ki se je nato skozi slabi dve stoletji pojavljala v različnih oblikah (Brezpogojni osnovni dohodek). Danes različne države poskušajo s poskusnimi uvedbami UTD (primer: mesta na Švedskem, Finskem, v Španiji); v sami osnovi pa gre za dohodek, ki ga država v enotni višini in v rednih intervalih izplačuje vsakemu odraslemu članu družbe, ki ima v tej državi stalno prebivališče. Tako državljanom zagotovi reden dohodek, ki zagotavlja finančno in posledično tudi delno socialno varnost, ter omogoča prerazporejanje bogastva v družbi.
Zagovorniki UTD vidijo v njegovi uvedbi mnogo prednosti, ki jih države glede na trenutno ureditev ne morejo zagotoviti. Ključen argument nasprotnikov je, da UTD podpira lenobo, saj zagotovi sredstva vsem, ne glede na to, ali so zaposleni, ali bi si želeli delati, ali so zmožni dela itd. Poleg postopnega uvajanja, ki ga Van Parijs opisuje (UTD je potrebno uvajati postopno, sprva v manjših vsotah ter na omejenih skupinah oseb – nato pa to sčasoma povečevati), je potrebno tudi omeniti, da gre pri UTD za zelo politizirano debato, saj se tu srečata dva preživela koncepta gospodarskega razvoja – socializem in liberalni kapitalizem, ki pa si nasprotujeta že od sredine 19. stoletja. V primeru implementacije v luči socializma nas čaka zastoj razvoja, v primeru liberalnega kapitalizma pa razredni boj za dodatne socialne transferje revnim in davčne olajšave za bogate. Izmenjevanje ene in druge ideje v določeni državi je v zgodovini vedno pospremila krvava revolucija (primer Afrike in celotne 2. polovice 20. stoletja). Na UTD lahko pogledamo kot na rešitev zunaj teh dveh modelov, kot samostojno rešitev, ki je pravilno implementirana lahko rešitev posledic tehnološke brezposelnosti.